# Болдуин, Эдит
Эдит Болдуин (англ. Edith Ella Baldwin; 1870—1941) — американская художница и писательница.

## Биография
Родилась 19 ноября 1870 года в Вустере, штат Массачусетс, в семье Чарльза Болдуина (Charles Clinton Baldwin, 1835—1927) и его жены Эллы Болдуин (Ella Lois Torrey Peckham Baldwin, 1846—1915).
Живописи училась в Париже в Академии Жюлиана у Вильяма Бугро и Тони Робера-Флери; в Академии Коларосси под руководством Гюстава Куртуа, а также Юлиуса Ролшовена и Генри Мослера в США.
В 1901 году Эдит Болдуин выставила свою пастельную работу в салоне на Марсовом поле. До этого была представлена миниатюрами на выставках Общества американских художников в 1898 и 1899 годах. В 1903 году её картины маслом экспонировались в Вустере.
Коллекция произведений Эдит Болдуин хранится в Университете Дьюка. Там же находятся её неопубликованные рассказы, романы, стихи и конспекты лекций, отрывки из дневников. Её работы охватывали темы любви и религии, а также современные проблемы, включая появление автомобилей, забастовки за права женщин.
Умерла 21 февраля 1941 года. Была похоронена в Вустере на кладбище Worcester Rural Cemetery.